# إلفروم

إلفروم (بالنرويجية: Elverum) هي مدينة وبلدية في مقاطعة هدمارك، النرويج. والمركز الإداري للبلدية هي مدينة إلفروم. أُنشئت بلدية إلفروم في 1 يناير 1838، وهي تقع في مفترق طرق هام مع هامار إلى الغرب، كونغسفينغر إلى الجنوب، تريسيل على الحدود السويدية في الشمال الشرقي. وإلفروم هي الموطن الأصلي لثنائي الغناء الشهير التوأمين ماركوس ومارتينوس.

## شعار النبالة
مُنحت شعار النبالة في 9 ديسمبر 1988. ويظهر فيه بومة ذهبية اللون على خلفية حمراء. وقد تم اختيار البومة كرمز للحكمة حيث توجد العديد من المدارس في البلدية. كما أن البومة تبدو عدوانية إلى حد ما، مما يرمز لروح القتال عند النرويجيين. ففي عام 1940 عندما بدأت القوات الألمانية حملتها العسكرية على النرويج مُنح الملك هاكون السابع السلطة من قِبل البرلمان لحكم البلاد حسب مصالحها العليا بينما كان في إلفروم.

## أعلام
- إلين كريستيانسن
- ستيغ راش
- روي خان
- غيرموند إغن
- فيغار أغين هيدينستيد
- إينار ليبرغ
- بيورن غوندرسن